# Drepanocnemis griseovirens
Drepanocnemis griseovirens är en tvåvingeart som beskrevs av Malloch 1928. Drepanocnemis griseovirens ingår i släktet Drepanocnemis och familjen husflugor.
Artens utbredningsområde är Peru. Inga underarter finns listade i Catalogue of Life.